# 羊三木回族乡
羊三木回族乡，是中华人民共和国河北省沧州市黄骅市下辖的一个乡镇级行政单位。

## 行政区划
羊三木回族乡下辖以下地区：
羊一村、羊二村、羊三村、羊四村、三虎庄村、刘皮庄村、王庄子村和辛庄村。

## 全国重点文物保护单位
郛堤城遗址：位于刘皮庄南2公里。该古城总面积为186813平方米，城址已风化残存，城内已辟为农田。